# Барятинский, Юрий Фёдорович Мочка
Юрий Фёдорович Барятинский Мочка — князь, голова и воевода во времена правления Ивана IV Васильевича Грозного.
Сын князя, воеводы Фёдора Фёдоровича Барятинского Висковатого.

## Биография
В Дворовой тетради записан сыном боярским 3-й статьи по Калуге, пожалован в состав московского дворянства (1550). В Казанском походе на луговых людей 2-й воевода Сторожевого полка (1555). Воевода на Угре (1556—1557). Второй воевода в Карачеве (1559). В походе под Вильну был головою в полку правой руки у боярина, князя Петра Ивановича Шуйского (1560). Воевода в полках царевича Бекбулата в Чебоксарах (1562—1563). Во время Полоцкого похода был при царевиче Кайбулы (1562—1563). Второй воевода в Дедилове (1564). Первый воевода в Новосиле (1565—1566). Второй воевода в Туле (1567). В том же году был в войсках царевичей Ибака и Кайбулы, со служилыми татарами, на Великих Луках. Подписался на поручной записи по тем боярам, которые ручались за Ивана Васильевича Шереметьева Большого (18 марта 1564).
Попав в литовский плен был выкуплен. По возвращении в Москву был приглашен к Государеву столу и на расспросы царя Ивана Васильевича Грозного: «лгал безсовестно, уверяя, что король литовский не имеет ни войска, ни крепостей, и трепеща Иоанова имени». «Бедный король» сказал царь, «как ты мне жалок». И вдруг схватив посох, изломал его в мелкие щепы о князя Юрия Фёдоровича Барятинского, приговаривая: «вот тебе, безстыдному, за грубую ложь». Потомства не оставил.